# 天仁製茶
株式会社天仁製茶（てんじんせいちゃ）は、かつて存在したお茶などの取引をしていた会社である。
四国地方を中心にスーパーマーケットを展開する株式会社マルナカ（後のマックスバリュ西日本、現在のフジ）のグループ会社（子会社）であった。
2017年（平成29年）12月1日、株式会社マルナカと合併し解散した。

## 会社情報
- 所在地：
  - 本社： 岡山県岡山市南区千鳥町23番地-8　　
  - 四国営業所（業務委託）： 香川県坂出市青葉町1135番地-7
- 代表者： 平尾　健一（株式会社マルナカ代表取締役兼務）
- 設立年月日： 1985年（昭和60年）4月1日
- 資本金： 1000万円
- 取引銀行： 香川銀行岡山支店、トマト銀行福浜支店
- 取扱品目： 日本茶、麦茶、健康茶、烏龍茶、一部食品類
- 主たる納入先： 株式会社マルナカ、株式会社山陽マルナカ

## 商品
- ジャンボむぎ茶
- ウーロン茶ティーバッグなど